# Henrik Jansøn Samuel
Henrik Jansøn Samuel (1719 i Vesterborg på Falster – 1747) var en dansk videnskabsmand.
Henrik Jansøn Samuel blev student fra Nykøbing Katedralskole. Som studerende ved Københavns universitet og alumne på Valkendorfs Kollegium, skrev han i 1747 en disputats om Falsters geografi, eller rettere om de fejl, som udenlandske geografer angivelig havde begået i deres beskrivelser af Lolland og Falster.
På den tid fandtes der ikke mange dansk fremstillede kort, og det er især hollandske geografer, Samuel kritiserer.

## Reference
Henrik Jansøn Samuel: Om de fejl udenlandske geografer har begået i Falsters og Lollands geografi
Oversat fra latin og kommenteret af Lone Christensen. Latin/dansk paralleltekst med kommentarer og gloser (40 sider). ISBN 87-982867-7-3